# Боймица
 Тази статия е за града в Гърция.  За селото в България вижте Бойница (село).  
Бо̀ймица (варианти Боемица, Бойница, Бойлица, на гръцки: Αξιούπολη, Аксиуполи, катаревуса: Αξιούπολις, Аксиуполис, до 1927 година Μποέμιτσα, Боемица) е град, разположен в северната част на Република Гърция, област Централна Македония, дем Пеония.

## География
Боймица е разположен на 30 m надморска височина в областта Боймия, кръстена на името на града, по долното течение на Вардар (Аксиос) след излизането ѝ от последния ѝ пролом Циганска клисура в Солунското поле. Градът е на 62 km северно от Солун и на 34 km западно от град Кукуш (Килкис). Боймица се намира на десния бряг на реката в подножието на планината Паяк (Пайко). Така градът на една от основните пътни артерии в географската област Македония, свързваща Солун със Северна Македония и Сърбия. Съвременната магистрала Е75 обаче минава по левия бряг на Вардар покрай съседния на Боймица град от другата страна на реката Ругуновец (или Карасуле, на гръцки Поликастро).

## История
В местността Баири, на 1,5 km северно от Боймица и вдясно от пътя за Извор (Пиги) е открит архаичен некропол, обявен в 1994 година за защитен археологически паметник.

### В Османската империя
Хората винаги са ценели възможностите, които предлага Вардар като пътна артерия, и областта Боймия е заселена от праисторически времена. Според преданията селото Боймица се създава някъде около 1700 година от сливането на три български села в Боймията. Около 1760 година в Боймица се заселват изселници от южномакедонското село Драчко (днес Даскио), а в 1822 година и бежанци от Негуш (Науса) след разорението на града от Мехмед Емин паша по време на Негушкото въстание.
В 1843 година османските власти позволяват на боймичани да построят църква в селото и веднага започва изграждането на храма „Свети Димитър“, завършен в 1859 година. Църквата е изписана между 1860 и 1862 година от известния зограф Маргаритис Ламбу от Кулакия. Първото гръцко училище в селото е отворено в 1894 година.
В края на XIX век Боймица е голямо българско село. Александър Синве („Les Grecs de l’Empire Ottoman. Etude Statistique et Ethnographique“), който се основава на гръцки данни, в 1878 година пише, че в Боймица (Boïmitza), Воденска епархия, живеят 540 гърци. Според „Етнография на вилаетите Адрианопол, Монастир и Салоника“, издадена в Константинопол в 1878 година и отразяваща статистиката на населението от 1873 година в Богемица (Boghémitza) има 85 домакинства, с 58 жители мюсюлмани и 348 жители българи. Според статистиката на Васил Кънчов („Македония. Етнография и статистика“) в 1900 година Боймица има 1220 жители българи християни и 625 жители турци. В началото на XX век по-голямата част от селото се отказва от Цариградската патриаршия и приема духовното върховенство на Българската екзархия. По данни на секретаря на екзархията Димитър Мишев („La Macédoine et sa Population Chrétienne“) в Байлища (Baïlichta) има 1080 българи екзархисти и 280 българи патриаршисти гъркомани и в селото работят българско и гръцко училище.
В икономическия живот на боймичани основна роля играят два географски фактора – голямата река Вардар и хайдушката планина Паяк. Така боймичани от стари времена са раздвоени между търговията и хайдутлука – „поминаа, заминаа лоши луге харамии, харамии Боймичани“ се пее в една народна песен. Самото име Боймица показва хайдушкия нрав на жителите му. В края на XIX век много боймичани хайдутуват из Паяк, като най-известният от тях е Апостол Терзиев от стария боймичански хайдушки род Терзиевци, който впоследствие влиза в редовете на ВМОРО и се превръща Апостол войвода Ениджевардарското слънце, легендарният защитник на българщината в Ениджевардарско и Гевгелийско. Боймичани взимат активно участие в съпротивата на ВМОРО срещу османската власт и срещу гръцките андарти. Революционният комитет в Боймица е образуван още в 1896 година, като негов председател е българският учител Филип Димитров, родом от Леринско. Селото пострадва при Валандовската афера. Боймичани участват в Илинденско-Преображенското въстание, а след него на 23 ноември 1903 година селската чета се сражава с редовна турска войска.
В 1910 година в Боймица е образувана турска чета за противодействие на българските и гръцките, начело с Тефик Мехмедов.
По данни на Екзархията в 1910 година Боймица има 350 семейства, 978 жители българи, 379 турци, 128 цигани (116 чифлигари) и две черкви.
При избухването на Балканската война в 1912 година трима души от Боймица са доброволци в Македоно-одринското опълчение.

### В Гърция
„Малко преди започването на Втората война бях при моята дъщеря, българска учителка в село Боймица. Една гръцка дама дойде от Солун и започна да раздава пари и униформи на местните турци, седмица преди да започне Втората война. Тя събра българите и българките от селото и каза, че не трябва да се заблуждават, че селото ще остане в България. Тя повика българския свещеник и го запита дали е съгласен да стане грък. Той отговори: „Ние всички сме българи и ще си останем българи“. С тази госпожа имаше и няколко гръцки офицери, които хванаха свещеника за брадата. След това войниците се хвърлиха върху мъжете, които стояха наоколо, около петдесетина души, вързаха ръцете им зад гърба и им нанесоха побой. Казаха им, че трябва да подпишат документ, че са готови да станат гърци. След като отказаха да направят това, изпратиха всички в Солун. Когато те заминаха, войниците започнаха да изнасилват жените във Боймица, като обикновено трима войника се падаха на едно момиче... Войниците дойдоха в моята къща и запитаха къде е дъщеря ми. Казах им, че е болна и е заминала за Гевгели. Те настояваха да им я доведа. Гръцкият учител на селото Христо Попаров беше най-груб от всички. Заплашиха ме, че ще ме убият, ако не им я докарам. След това войниците влезнаха в стаята ми, биха ме с прикладите на пушките и аз паднах... след което разграбиха дома ми. После 16 войници дойдоха отново и питаха за дъщеря ми, но тъй като не можаха да я намерят, послужиха си с мен.“
По време на Балканската война гръцката армия влиза в Боймица на 22 октомври 1912 година. Новата власт започва систематичен терор над всяко проявление на българщината. Десетки жители на селото са арестувани и държани без присъда в Солунския затвор Едикуле затова, че са участвали в Македоно-одринското опълчение или дори само затова, че са се обявили публично за българи. Едва на 15 февруари 1914 година 14 боймичани са освободени. 338 семейства от Боймица, Баровица, Бугариево, Гавалянци и други села се записват в руското консулство в Солун за емиграция. В 1913 година след окончателното определяне на гръцко-сръбската граница, при което Гевгели остава в Сърбия, в Боймица се заселват много гъркомански семейства от Гевгели и Гевгелийско, а българите продължават да се изселват. В рапорт от Солун през април 1914 година  българският дипломат Сократ Тодоров пише:
| „ | Катадневно пристигат в Солун цели кервани бежанци от Кара Суле, Дъбово, Боймица, Куфалово и Мачуково. | “ |

През Първата световна война в Боймица се установява щаб на съглашенските войски, които допринасят значително за модернизирането на града. Французите изместват течението на Боймишката река, правят съвременния пазар и построяват теснолинейна железопътна линия, използвайки стари релси от парижката трамвайна мрежа. В 1914 година в Боймица идват и първите гръцки бежанци от Източна Тракия от районите на Мидия и Чаталджа. В 1919 година част от тях се завръщат в Източна Тракия, само за да емигрират отново след Лозанския мир при размяната на население между Гърция и Турция в 1924 година. Първите бежанци от Понт пристигат в Боймица през 1919 година, последвани от голямата вълна последвала разгрома на Гърция в Гръцко-турската война през 1922 – 1924 година от районите на Трапезунд, Керасунд, Триполи. Боривое Милоевич пише в 1921 година („Южна Македония“), че Боймица (Боjмица) има 180 къщи славяни християни и 100 къщи турци. В 1923 година няколко влашки семейства от Мъглен от село Ливада се преместват в Боймица, както и още гъркомански семейства от Гевгели, а много гръцки войници от южните краища на страната остават в града след края на Първата световна война. 
От 249 български и 101 турски семейства към 1912 година до 1928 година в България се изселват всички турски и 183 български семейства или 536 души, настанени предимно в Пловдив. 20 семейства се изселват в Гевгели, тогава в Кралството на сърби, хървати и словенци. Така след тези многобройни миграции хората с гръцко национално съзнание стават мнозинство в градчето.
През април 1923 година чета от 12 души на възстановената ВМРО под командването на войводата Стефанов се сражава при Боймица 6 часа с гръцка жандармерия и войска. Двама от българските четници се самоубиват, за да не бъдат пленени живи, а останалите си пробиват път през блокадата. От гръцка страна падат шестима убити. След сражението гръцка войска и жандармерия претърсват всички околни български села къща по къща, за да открият изчезналата българска чета. Над 230 българи, мъже и жени, са арестувани и хвърлени в затворите, но гръцките власти не откриват следите на четниците.
На 1 януари 1927 година Боймица е прекръстена на гръцкото име на Вардар Аксиос – Аксиуполи, в превод Вардарски град. В 1928 година Боймица е смесено местно-бежанско селище с 216 бежански семейства и 901 жители бежанци. В 1940 година в градчето има 2237 жители, от които 300 души с български произход, а останалите бежанци и власи от Голема и Мала Ливада.
С началото на Итало-гръцката война в 1940 година терорът над българщината в Боймица отново се засилва, много семейства, смятани за „неблагонадеждни“, са принудени да се изселят, какъвто случаят със 70-годишния Андон Стоянов и семейството му. През Втората световна война германските войски влизат в Боймица на 8 април 1941 година, но градчето остава с гръцка администрация и не е присъединено към България. Изготвената по германско нареждане българска комисия в 1941 година констатира, че в Боймица все още живеят 30 български семейства със 150 души. За останалите села от днешния дем Аксиуполи резултатите са следните: Оризарци – 32 семейства със 152 души, Шльопинци 6 семейства с 30 души, Сехово 20 семейства със 100 души, Горгопик 52 семейства с 280 души.
През Гражданската война (1946 - 1949) много от жителите на съседните села се преселват в Боймица. Така напълно се изселва село Древено (Пили) и почти напълно голямата влашка паланка Ливада. В градчето се заселват и жители на Извор, Купа, Люмница.
Конкуренция за местен център е съседното градче от другата страна на Вардар Ругуновец (Поликастро), което от малко село след Втората световна война става по-голямо селище от Боймица. До 2011 година Боймица е център на самостоятелен дем. В града има природонаучен музей с една от най-добрите експозиции в цяла Гърция.
| Име              | Име                   | Ново име      | Ново име       | Описание                                                             |
| ---------------- | --------------------- | ------------- | -------------- | -------------------------------------------------------------------- |
| Байрам           | Μπαϊράμι              | Ламбри        | Λαμπρή         | възвишение в Паяк на ЮЗ от Боймица (125,2 m)                         |
| Баири            | Μπαΐρια               | Херса         | Χέρσα          | възвишение в Паяк на З от Боймица                                    |
| Салта            | Σούλτα                | Рема ти Кирас | Ρέμα τής Κυράς | река на З от Боймица                                                 |
| Вардарджик       | Βαρδατζίκι            | Микрос Аксиос | Μίκ. Άξιός     | местност на Ю от Боймица                                             |
| Заново           | Σάνοβον               | Санос         | Σανός          | местност на ЮИ от Боймица, по десния бряг на Вардар                  |
| Дъбово           | Ντάμποβον             | Стани         | Στάνη          | местност на ЮИ от Боймица и на СИ от Дъбово, по левия бряг на Вардар |
| Голи Буруну      | Γκόλι Μπουρνού        | Митери Врахи  | Μυτεροί Βράχοι | възвишение в Паяк на СЗ от Боймица                                   |
| Секор или Сайкар | Σαϊκάρ                | Тахидромос    | Ταχυδρόμος     | възвишение на С от Боймица                                           |
| Студена вода     | Στούντινα Βόντ        | Крионери      | Κρυονέρι       | река на СЗ от Боймица, десен приток на Коджадере                     |
| Узун Буруну      | Ούζούν Μπουρουνοΰ     | Митарас       | Μυταράς        | възвишение в Паяк на С от Боймица                                    |
| Вале Педиклос    | Βάλε Πεδικλός         | Кохлияс       | Κοχλίας        | река на Ю от Древено                                                 |
| Ченгене дервент  | Στενά Τσιγκανέ Δερβέν | Гифтоперасма  | Γυφτοπέρασμα   | пролом на Вардар на С от Боймица                                     |
| Добромир         | Ντόμπρο Μίρ           | Галини        | Γαλήνη         | бивше село в Паяк на С от Извор                                      |
| Сари Меше        | Σαρή Μεσέ             | Хрисодендро   | Χρυσόδενδρο    | възвишение в Паяк на С от Извор (347,7 m)                            |
| Капан            | Καπάν                 | Скепастон     | Σκεπαστόν      | възвишение в Паяк на СЗ от Извор                                     |
| Курт             | Κούρτ                 | Ликорема      | Λυκόρεμα       | река в Паяк, ляв приток на Коджадере                                 |
| Извор            | Ίσβερον               | Пиги          | Πηγή           | връх в Паяк на СЗ от Боймица и на ЮЗ от Извор (807 m)                |
| Църнок           | Τσερνόκ               | Мавропетра    | Μαυρόπετρα     | възвишение в Паяк на СЗ от Боймица и на З от Извор                   |
| Картал Таш       | Καρτάλ Τάς            | Аеторахи      | Άετοράχη       | възвишение в Паяк на СЗ от Боймица и на СЗ от Извор (429 m)          |

| Година    | 1913 | 1920 | 1928 | 1940 | 1951 | 1961 | 1971 | 1981 | 1991 | 2001 | 2011 | 2021 |
| --------- | ---- | ---- | ---- | ---- | ---- | ---- | ---- | ---- | ---- | ---- | ---- | ---- |
| Население | 1516 | 1595 | 1945 | 2237 | 2738 | 3564 | 3155 | 3229 | 2838 | 3078 | 2897 | 2729 |

## Личности
Един от най-известните жители на боймица е българският хайдутин, революционер и национален герой Апостол войвода (1869 – 1911), който с тримата си братя Андон, Иван и Тано е деец на ВМОРО. Боймичани са и няколко други български революционери, а гъркоманските семейства в града дават и андарти за гръцките чети в началото на XX век. В Боймица е роден българският художник Кирил Танев (1910 – 1996), както и гръцкият журналист Панделис Савидис (р. 1954).